# Rudolf Bauer (polityk)
Rudolf Bauer (ur. 28 września 1957 w Ostrawie) – słowacki polityk i samorządowiec, burmistrz Koszyc (1993–1994), przewodniczący kraju koszyckiego (2001–2006).

## Życiorys
W 1981 ukończył studia na Wydziale Nauk Przyrodniczych Uniwersytecie im. Pavla Jozefa Šafárika w Koszycach. W 1983 uzyskał doktorat z dziedziny nauk przyrodniczych. W latach 1981–1990 pracował jako inżynier w koszyckich spółkach budowlanych.
W 1990 uzyskał mandat radnego rady miejskiej w Koszycach z ramienia Ruchu Chrześcijańsko-Demokratycznego (KDH). W latach 1990–1992 sprawował funkcję wiceburmistrza Koszyc, następnie zaś burmistrza (1993–1994) i ponownie wiceburmistrza (1994–1998). W latach 1998–2001 wykonywał mandat posła do Rady Narodowej. W 2001 został przewodniczącym kraju koszyckiego. W 2005 został wybrany na wiceprzewodniczącego KDH ds. polityki regionalnej. W 2006 ponownie wszedł w skład Rady Narodowej, w której zasiadał do 2010.
W 2008 odszedł z KDH, przystępując do nowego ugrupowania pod nazwą Konserwatywni Demokraci Słowacji. Został później radnym kraju koszyckiego i burmistrzem Západu, jednej z dzielnic Koszyc.
Żonaty, ma troje dzieci.